# Rene Russo
Rene Russo (Burbank, California, 17 de febrero de 1954) es una actriz de cine y exmodelo estadounidense.

## Biografía

### Primeros años
Russo, que tiene raíces italianas, nació en Burbank (California), hija de Shirley, obrera y camarera, y Nino Russo, escultor y mecánico de automóviles que las abandonó cuando Rene tenía dos años. Russo creció junto a su hermana Toni y su madre. Ingresó en la John Burroughs High School (Escuela Secundaria John Burroughs), donde coincidiría con Ron Howard. Abandonó sus estudios en el décimo grado, debido a las necesidades económicas de su familia, para realizar varios empleos a medio tiempo, incluyendo un trabajo en una fábrica de anteojos y cajera en un cine.[cita requerida]

### Carrera
En 1972, fue descubierta en un concierto de The Rolling Stones por John Crosby, ojeador de la agencia International Creative Management. Fue contratada por Ford Modeling Agency (Agencia de Modelos Ford) llegando a aparecer en la portada de varias revistas, incluida Vogue, como modelo de éxito en la década de los años 1970 y el principio de los años 1980, cuando comienza a estudiar actuación y aparecer en varias obras en teatros regionales de Los Ángeles.
Hizo su debut televisivo en 1987 con un papel secundario en la serie Sable. Dos años más tarde llegaría su debut cinematográfico en Major League. En 1992, interpretó a la detective Lorna Cole, quizás su papel más popular, en la película Lethal Weapon 3 y su secuela Lethal Weapon 4. Con ellas se forjó un nombre en Hollywood y se especializó en ser "la chica de la película", como en En la línea de fuego, junto a Clint Eastwood y John Malkovich, Estallido, con Dustin Hoffman y Morgan Freeman, y Get Shorty con John Travolta, Danny DeVito y Gene Hackman. También fue la pareja de Kevin Costner en la comedia Tin Cup (1996) y de Pierce Brosnan en la versión de El caso de Thomas Crown en 1999.
Con la llegada del nuevo siglo, René espació sus apariciones. En 2002 actuó en las comedias Hasta el cuello y Showtime, con Robert De Niro y Eddie Murphy. En 2005 regresó a la pantalla junto a Matthew McConaughey y Al Pacino en Apostando al límite, y luego con Dennis Quaid en la comedia romántico-familiar Míos, tuyos y nuestros, que dio paso a un periodo de descanso.
La factoría Marvel la rescató para protagonizar el papel de Frigga en la saga Thor (que repitió más tarde en Avengers: Endgame de 2019). Antes, en 2014 apareció junto a Jake Gyllenhaal en  Nightcrawler y, un año después, se reencontró con De Niro en The Intern, junto a Anne Hathaway. En 2017 regresó a sus orígenes de "chica de la película" en Bienvenidos a Villa Capri, una comedia junto a Morgan Freeman y Tommy Lee Jones. Y ya en 2019, en Velvet Buzzsaw (2019), de nuevo junto a Gyllenhaal, bajo la dirección de Dan Gilroy.

## Vida privada
Russo está casada con el guionista Dan Gilroy desde 1992. Tienen una hija, Rose, nacida el 31 de agosto de 1993; con residencia habitual en Brentwood (Los Ángeles).

## Filmografía

### Cine
| Año  | Película                            | Personaje                   | Director            |
| 1989 | Major League                        | Lynn Wells                  | David S. Ward       |
| 1990 | Un destino de ida y vuelta          | Cindy Jo Bumpers            | James Orr           |
| 1991 | Un buen policía                     | Rita Lewis                  | Heywood Gould       |
| 1992 | Freejack                            | Julie Redlund               | Geoff Murphy        |
| 1992 | Lethal Weapon 3                     | Sargento Lorna Cole         | Richard Donner      |
| 1993 | En la línea de fuego                | Agente Lilly Raines         | Wolfgang Petersen   |
| 1994 | Major League II                     | Lynn Wells                  | David S. Ward       |
| 1995 | Estallido                           | Dra. Robby Keough           | Wolfgang Petersen   |
| 1995 | Get Shorty                          | Karen Flores                | Barry Sonnenfeld    |
| 1996 | Rescate                             | Kate Mullen                 | Ron Howard          |
| 1996 | Tin Cup                             | Dra. Molly Griswold         | Ron Shelton         |
| 1997 | Buddy                               | Sra. Gertrude "Trudy" Lintz | Caroline Thompson   |
| 1998 | Lethal Weapon 4                     | Sargento Lorna Cole         | Richard Donner      |
| 1999 | El secreto de Thomas Crown          | Catherine Olds Banning      | John McTiernan      |
| 2000 | Las aventuras de Rocky y Bullwinkle | Natasha Fatale              | Des McAnuff         |
| 2002 | Showtime                            | Chase Renzi                 | Tom Dey             |
| 2002 | El gran lío                         | Anna Herk                   | Barry Sonnenfeld    |
| 2005 | Yours, Mine and Ours                | Helen North                 | Raja Gosnell        |
| 2005 | Two for the Money                   | Toni Abrams                 | D.J. Caruso         |
| 2011 | Thor                                | Frigga                      | Kenneth Branagh     |
| 2013 | Thor: The Dark World                | Frigga                      | Alan Taylor         |
| 2014 | Nightcrawler                        | Nina Romina                 | Dan Gilroy          |
| 2015 | The Intern                          | Fiona                       | Nancy Meyers        |
| 2015 | Frank and Cindy                     | Cindy                       | G. J. Echternkamp   |
| 2017 | Bienvenidos a Villa Capri           | Suzie                       | Ron Shelton         |
| 2019 | Velvet Buzzsaw                      | Rhodora Haze                | Dan Gilroy          |
| 2019 | Avengers: Endgame                   | Frigga                      | Anthony y Joe Russo |